# 구면좌표계
구면좌표계(球面座標係, spherical coordinate system)는 3차원 공간 상의 점들을 나타내는 좌표계의 하나로, 보통 {\displaystyle (r,\theta ,\phi )}로 나타낸다. 원점에서의 거리 {\displaystyle r}은 0부터 {\displaystyle \color {Blue}\infty }까지, 양의 방향의 z축과 이루는 각도 {\displaystyle \theta }는 0부터 {\displaystyle \pi }까지, z축을 축으로 양의 방향의 x축과 이루는 각 {\displaystyle \phi }는 0부터 {\displaystyle 2\pi } 까지의 값을 갖는다. {\displaystyle \theta }는 위도로, {\displaystyle \phi }는 경도로 표현되는 경우도 있기도 한다.
이 세 수치를 보고, 다음과 같은 방법으로 공간의 점을 찾을 수 있다.: 원점 {\displaystyle (0,0,0)}에서 {\displaystyle r}만큼 z축을 따라 간다. 그 지점에서 x z 평면 안에 있으면서 z축에서부터 {\displaystyle \theta }만큼 회전한다. 이 xz 평면 전체를 z축을 축으로 {\displaystyle \phi }만큼 반 시계방향(+x축에서 +y축 방향으로)으로 돌린다.
구면좌표계라는 이름은 이 좌표계에서 '{\displaystyle r=1}'이 단위구(單位球)를 표현하기 때문에 붙여졌다. 또한 이 좌표계가 구대칭을 기치로 하기 때문이기도 하다.
구면좌표계와 원통좌표계는 평면 극좌표계를 공간으로 확장한 것이며, 구면좌표계는 구대칭이 나타나는 문제에서 유용하게 쓰인다. 예를 들어, 수소원자와 같이 구대칭이 있는 경우에 슈뢰딩거 방정식을 풀 때 구면좌표계를 사용한다.
아래 변환식을 통해 직교좌표계와 변환할 수 있지만, 변환식에서 사용하는 역삼각함수는 일의적이지 않기 때문에, 공간상의 각 점마다 하나의 좌표만 대응하는 직교좌표계와는 달리, 구면좌표계는 한 점을 나타내는 표현이 여러 가지일 수 있다. 예를 들어, (1, 0°, 0°), (1, 0°, 45°), 과 (-1, 180°, 270°)는 모두 같은 점을 나타낼 수 있다.

## 표시 문자
세 좌표의 표시를 위한 여러 가지 다른 약속이 존재한다. 국제 표준 기구의 지침(ISO 31-11)에 따라 물리학에서는 (r, θ, φ)의 문자를 사용하여 원점에서의 거리, 천정과 이루는 각도(천정거리), 방위각 등을 표시하고, (미국의) 수학에서는 고도와 방위각이 바뀌어 'φ'와 'θ'로 표시된다.

## 정의

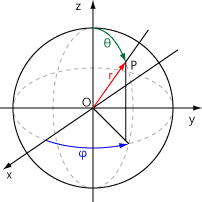

좌표 {\displaystyle (r,\theta ,\phi )}는 다음과 같이 정의 된다. 주어진 점을 P라 하자.
- {\displaystyle \color {Blue}r} : 원점으로부터 P까지의 거리.
- {\displaystyle \color {Blue}\theta } : z축의 양의 방향으로부터 원점과 P가 이루는 직선까지의 각
- {\displaystyle \color {Blue}\phi } : x축의 양의 방향으로부터 원점과 P가 이루는 직선을 xy평면에 투영시킨 직선까지의 각.

구면좌표계의 경우는 좌표값에 따라 한 점을 여러 좌표가 가리키는 경우가 있으므로, 각 변수의 범위를 보통 아래와 같이 제한한다.
{\displaystyle r\geq 0}
{\displaystyle 0\leq \theta \leq \pi }
{\displaystyle 0\leq \phi <2\pi }

## 좌표 변환
다른 3차원 좌표계로 변환하는 공식은 다음과 같다.

### 직교좌표계
- 직교좌표계에서 구면좌표계로 변환시:

{\displaystyle {\begin{aligned}r&={\sqrt {x^{2}+y^{2}+z^{2}}}\\\theta &=\arccos {\frac {z}{r}}\\\phi &=\arctan {\frac {y}{x}}\end{aligned}}}
- 구면좌표계에서 직교좌표계로 변환시:

{\displaystyle {\begin{aligned}x&=r\sin \theta \cos \phi \\y&=r\sin \theta \sin \phi \\z&=r\cos \theta \end{aligned}}}

### 지리좌표계
{\displaystyle {\delta }=90^{\circ }-\theta }, or
{\displaystyle {\theta }=90^{\circ }-\delta },

### 원통좌표계
- 원통좌표계에서 구면좌표계로 변환시:

{\displaystyle r={\sqrt {\rho ^{2}+z^{2}}}}
{\displaystyle {\theta }=\operatorname {arctan} {\frac {\rho }{z}}}
{\displaystyle {\varphi }=\varphi \quad }
- 구면좌표계에서 원통좌표계로 변환시:

{\displaystyle \rho =r\sin \theta \,}
{\displaystyle \varphi =\varphi \,}
{\displaystyle z=r\cos \theta \,}

## 단위벡터
각 단위벡터의 직교좌표에서의 표현은 다음과 같다.
{\displaystyle {\hat {\mathbf {r} }}={\frac {\frac {d\mathbf {r} }{dr}}{\left|{\frac {d\mathbf {r} }{dr}}\right|}}={\begin{bmatrix}\sin \theta \cos \phi \\\sin \theta \sin \phi \\\cos \theta \end{bmatrix}}}
{\displaystyle {\hat {\mathbf {\theta } }}={\frac {\frac {d\mathbf {r} }{d\theta }}{\left|{\frac {d\mathbf {r} }{d\theta }}\right|}}={\begin{bmatrix}\cos \theta \cos \phi \\\cos \theta \sin \phi \\-\sin \theta \end{bmatrix}}}
{\displaystyle {\hat {\mathbf {\phi } }}={\frac {\frac {d\mathbf {r} }{d\phi }}{\left|{\frac {d\mathbf {r} }{d\phi }}\right|}}={\begin{bmatrix}-\sin \phi \\\cos \phi \\0\end{bmatrix}}}

## 단위벡터의 미분
{\displaystyle {\frac {\partial {\hat {r}}}{\partial r}}=0}
{\displaystyle {\frac {\partial {\hat {\theta }}}{\partial r}}=0}
{\displaystyle {\frac {\partial {\hat {\phi }}}{\partial r}}=0}
{\displaystyle {\frac {\partial {\hat {r}}}{\partial \theta }}={\hat {\theta }}}
{\displaystyle {\frac {\partial {\hat {\theta }}}{\partial \theta }}=-{\hat {r}}}
{\displaystyle {\frac {\partial {\hat {\phi }}}{\partial \theta }}=0}
{\displaystyle {\frac {\partial {\hat {r}}}{\partial \phi }}=\sin \theta {\hat {\phi }}}
{\displaystyle {\frac {\partial {\hat {\theta }}}{\partial \phi }}=\cos \theta {\hat {\phi }}}
{\displaystyle {\frac {\partial {\hat {\phi }}}{\partial \phi }}=-\cos \theta {\hat {\theta }}-\sin \theta {\hat {r}}}

## 유용한 공식들
면적 요소
{\displaystyle {d\mathbf {a} }=r^{2}\sin \theta d\theta d\phi }
부피 요소
{\displaystyle \,{dV}=r^{2}\sin \theta drd\theta d\phi }
기울기
{\displaystyle \nabla ={\hat {r}}{\frac {\partial }{\partial r}}+{\hat {\theta }}{\frac {1}{r}}{\frac {\partial }{\partial \theta }}+{\hat {\phi }}{\frac {1}{r\sin \theta }}{\frac {\partial }{\partial \phi }}}
발산
{\displaystyle \nabla \cdot \mathbf {F} ={\frac {1}{r^{2}}}{\frac {\partial }{\partial r}}r^{2}F_{r}+{\frac {1}{r\sin \theta }}{\frac {\partial }{\partial \theta }}\sin \theta F_{\theta }+{\frac {1}{r\sin \theta }}{\frac {\partial }{\partial \phi }}F_{\phi }}
회전
{\displaystyle \nabla \times F={\frac {1}{r^{2}\sin \theta }}{\begin{vmatrix}{\hat {r}}&r{\hat {\theta }}&r\sin \theta {\hat {\phi }}\\\\{\frac {\partial }{\partial r}}&{\frac {\partial }{\partial \theta }}&{\frac {\partial }{\partial \phi }}\\\\F_{r}&rF_{\theta }&r\sin \theta F_{\phi }\end{vmatrix}}}
라플라시안
{\displaystyle \nabla ^{2}={\frac {1}{r^{2}}}{\frac {\partial }{\partial r}}r^{2}{\frac {\partial }{\partial r}}+{\frac {1}{r^{2}\sin \theta }}{\frac {\partial }{\partial \theta }}\sin \theta {\frac {\partial }{\partial \theta }}+{\frac {1}{r^{2}\sin ^{2}\theta }}{\frac {\partial ^{2}}{\partial \phi ^{2}}}}

## 같이 보기
- 직교 좌표계
- 원통 좌표계
- 적도 좌표계
- 초구면 좌표계
- 극좌표계
- 구면 조화 함수